# Pterolophia transverselineata
Pterolophia transverselineata là một loài bọ cánh cứng trong họ Cerambycidae.